# Fædrelandsvennen
Fædrelandsvennen (ou l'Ami de la Patrie) est un journal régional basé à Kristiansand, en Norvège, distribué dans la partie la plus au sud du pays, (dans l'Aust-Agder et le Vest-Agder, notamment).
Le journal appartient à Schibsted. À partir de 2016, au moins 30 % de Schibsted sont contrôlés par des banques étrangères ou des compagnies d'assurance comme Goldman Sachs. Fædrelandsvennen dispose de 235 employés et compte environ 116 000 lecteurs quotidiens.

## Histoire
Fædrelandsvennen a été créé par Petrus Émile Johanssen et Ole Christian Tangen en 1875. Il est possédé par Schibsted, grande entreprise médiatique, dont le siège est à Kristiansand. Depuis 2010, Eivind Ljøstad occupe le poste de rédacteur en chef du journal, qui est publié six jours par semaine (tous les jours sauf le dimanche),,.
La nuit du 26 au 27 février 1972, le siège du journal fut victime d'un attentat à la bombe (voir Bombeattentatet mot Fædrelandsvennen). Le bâtiment, vieux d'environ 70 ans, fut complètement détruit ; les voisins qui dormaient furent jetés hors de leurs lits. Aucune perte ou blessure humaine ne fut heureusement à déplorer, les locaux étant vides ; mais l'explosion détruisit jusqu'au ras du sol les bâtiments, créant en plus un incendie ; quant aux pertes financières, elles s’élevèrent à 15 millions de couronnes norvégiennes perdues. Le coupable, un apprenti employé du journal, reconnut avoir détruit son lieu de travail, pour se venger de la maltraitance de la part de ses collègues. Malgré la destruction des locaux, le journal parut le lendemain, comme d'habitude. Quant au coupable, il fut condamné, ainsi qu'une complice qui l'avait aidé, à plusieurs années de prison.
Fædrelandsvennen fut le premier journal à rapporter, le 29 décembre 1999, la relation entre le Prince héritier de Norvège et sa future épouse, Mette-Marit.
Le 16 septembre 2006, Fædrelandsvennen passa de grand format à format tabloïd . Le 14 mai 2012, le journal commença à présenter des contenus payants sur son site en ligne, seuls les abonnés pouvant accéder au journal en ligne dans son intégralité. 

## Tirage et éditions
En 2003, le tirage de Fædrelandsvennen atteignit les 45000 exemplaires ; depuis le tirage du journal n'a cessé de diminuer, les chiffres de diffusion étant en baisse progressive mais permanente ; en 2017, pourtant, le journal connait une légère augmentation, la première depuis des années, due à l'augmentation de lecteurs sur un support informatique. En 2017, par exemple, le tirage papier n'excède pas 24 000 exemplaires ; environ un quart des éditions ont été publiées sur format numérique,.
Pour des raisons techniques, il est temporairement impossible d'afficher le graphique qui aurait dû être présenté ici.

### Données chiffrées
- 2000: 46 185
- 2001: 45 794
- 2002: 45 609
- 2003: 45 125
- 2004: 44 141
- 2005: 43 263
- 2006: 42 642
- 2007: 41 326
- 2008: 40 729
- 2009: 39 454
- 2010: 37 934
- 2011: 36 604
- 2012: 35 441
- 2013: 34 845
- 2014: 34 065
- 2015: 32 739
- 2016: 32 104
- 2017: 32 700